# Réplique de Paris

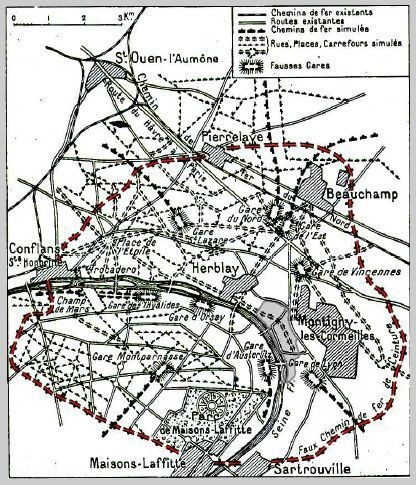
Plan du faux Paris (1917).

La réplique de Paris et de ses environs est un projet de construction planifié en 1917, pendant la Première Guerre mondiale, par l’état-major français, afin de leurrer les aviateurs allemands venant bombarder Paris. La capitale devait être plongée dans l'obscurité complète et des leurres reproduisant le paysage nocturne de la ville devaient être créés à distance. Censée être bâtie au nord-ouest et au nord-est de Paris, cette réplique ne vit pourtant pas le jour dans sa totalité : seules quelques constructions aux alentours de Gonesse (« zone A »), Maisons-Laffitte (« zone B ») et Chelles (« zone C ») furent mises en service, deux mois avant l'armistice de 1918.

## Histoire

### Contexte

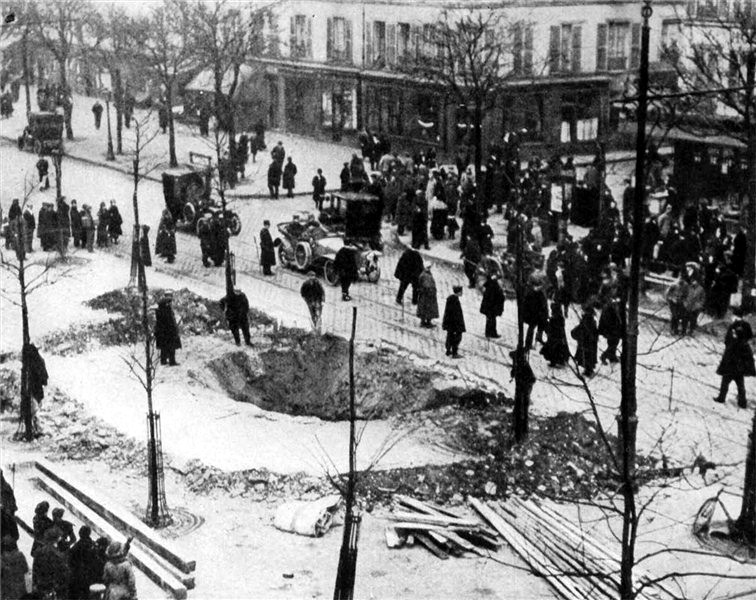
Cratère d'une bombe de Zeppelin lâchée sur Paris, en 1917.

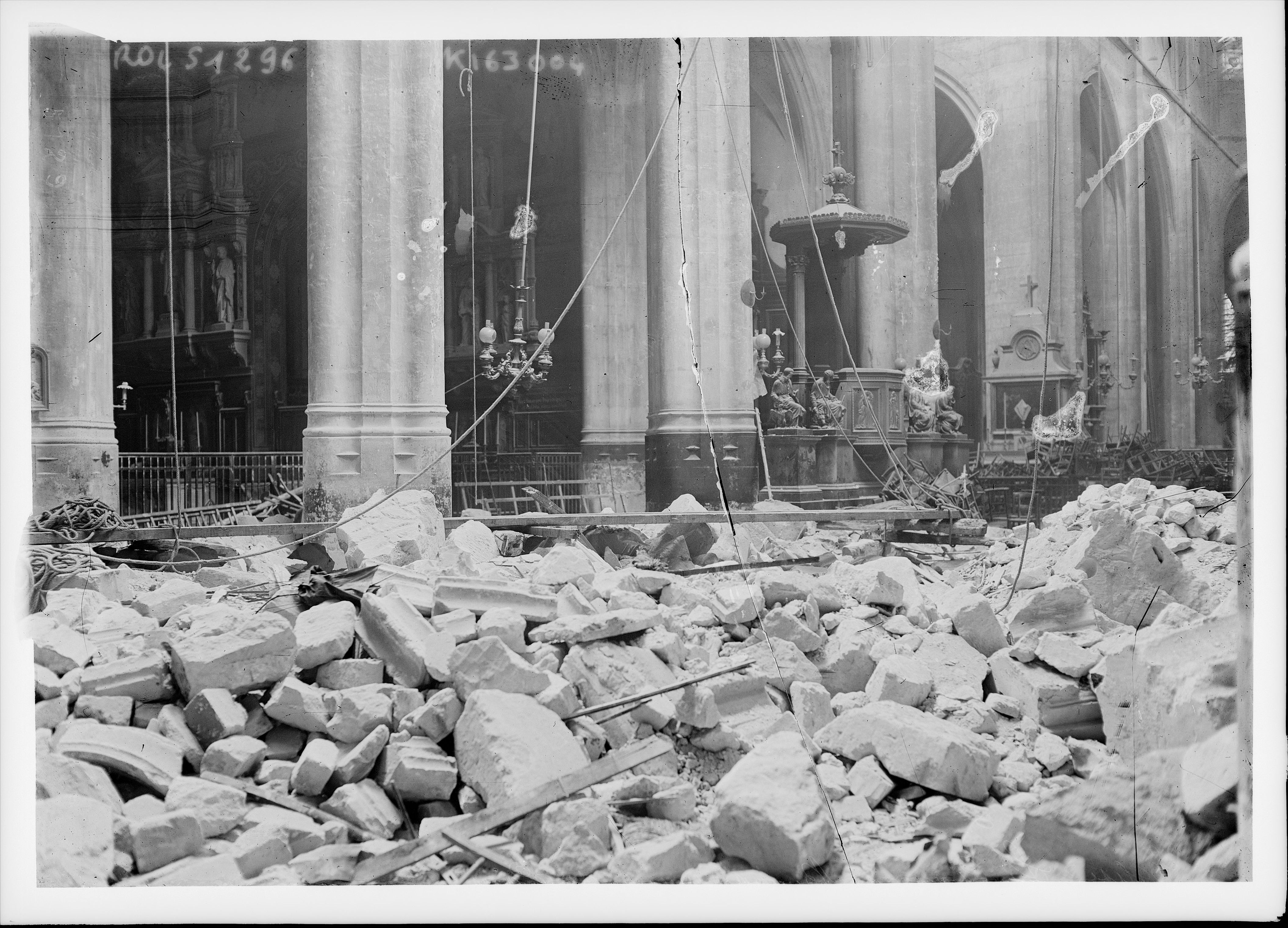
L'église Saint-Gervais après le bombardement du 29 mars 1918, qui fit 88 morts et 68 blessées.

La Première Guerre mondiale débute en 1914. Le 30 août 1914, un avion allemand (un Taube) largue quatre bombes sur Paris (sans faire aucune victime), ainsi que des tracts et une oriflamme aux couleurs de l’Empire allemand. Plus que de faire des victimes (ce qui était difficile au vu de la taille modeste des bombes, deux kilos, ainsi que de l’absence d’appareil de visée), l’objectif est avant tout psychologique : il s'agit de démoraliser l’arrière — mais ces efforts resteront vains. Dans 1914-1918 : De l'Aisne on bombardait Paris, Jean Hallade relève en effet que la population ne se laisse pas déstabiliser :

« Les Parisiens sont davantage dominés par la curiosité que par un sentiment de frayeur. Ils sortent armés de jumelles et s’installent sur les bancs des squares et des boulevards pour attendre les assaillants. On fait même mieux ! Les points élevés de Paris sont envahis et sur la butte de Montmartre on loue des chaises et des longues-vues pour attendre l’apparition dans le ciel des Taubes quotidiens »

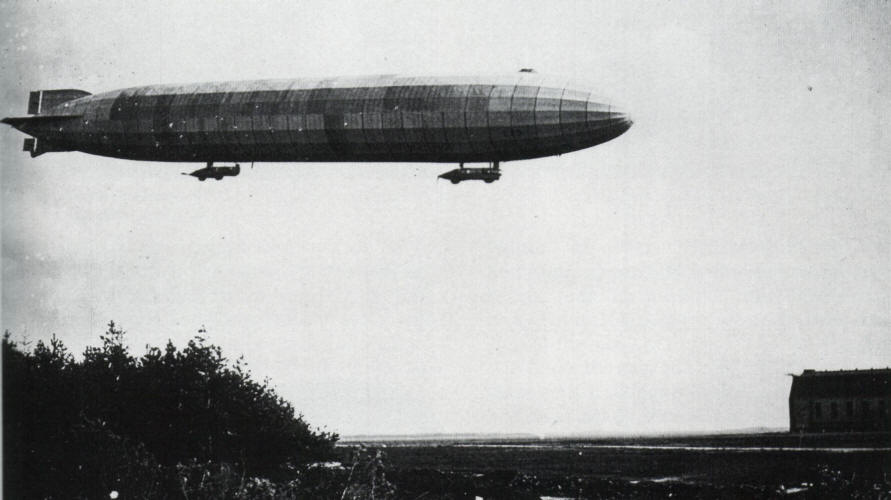
Un Zeppelin de 1914.
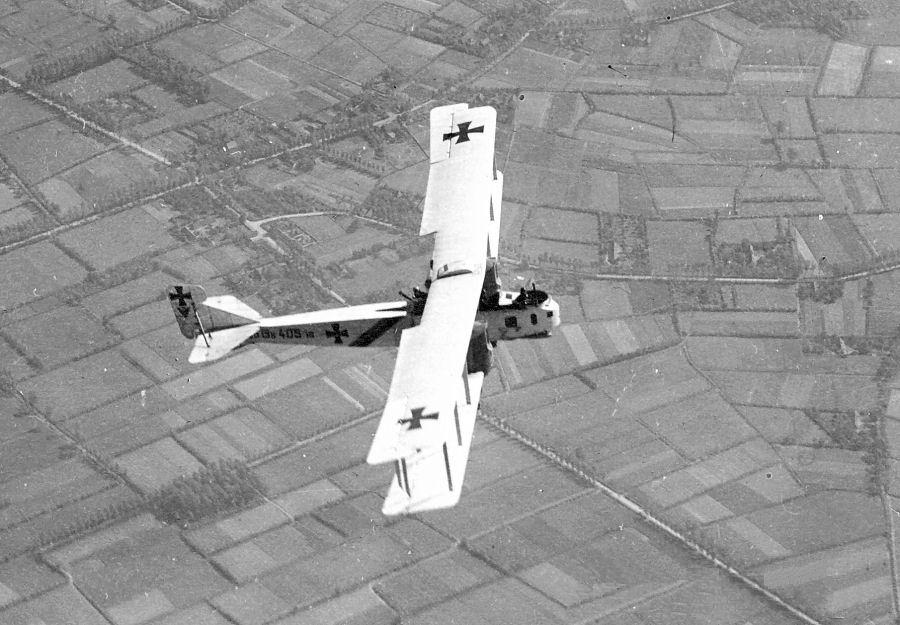
Un Gotha G IV de 1917.

Les progrès technologiques vont cependant changer la donne. À partir de 1915, ce sont des dirigeables Zeppelin qui bombardent Paris et ses alentours. Dans le contexte nouveau de « guerre totale », l'objectif est une fois de plus d'entamer le moral des civils, et cette fois-ci, les engins sont plus efficaces. Le 29 janvier 1916, dix-sept bombes lâchées par un Zeppelin sur les quartiers de Belleville et de Ménilmontant font vingt-six morts. Pourtant, l'utilisation de ces appareils, très vulnérables face à la lutte antiaérienne, s’arrête là. L’industrie allemande met alors au point des bombardiers Gotha G. Plus maniables, ces appareils peuvent charger entre 600 kilos et une tonne de bombes, pour un rayon d’action compris entre 150  et   200 km, et se révèlent redoutables.
Début 1918, l'aviation allemande se fait plus présente. Dans la nuit du 30 au 31 janvier, les bombes larguées par les Gothas font 61 morts et 198 blessés dans la capitale. Les bombardements redoublent d'intensité à partir de mars, le ministère de la Guerre étant lui-même touché ainsi que la station de métro Bolivar (dont la voûte est crevée) dans la nuit du 11 au 12 du même mois, faisant 70 victimes et 31 blessés. Le dernier raid aérien date du 16 septembre. Au total, pour cette année 1918, on compte 33 raids sur la région parisienne, au cours desquels sont largués 11 680 kg de bombes, qui font 787 morts. Outre l’aviation, on relève la présence du Pariser Kanone, qui tire à 120 kilomètres de Paris, depuis le mont de Joie, près de Laon (Aisne). (À noter que Londres a aussi été aussi touchée par des raids aériens : le premier a eu lieu le 13 juin 1917, et il entraîne la mort de 162 personnes, dont seize enfants de moins de cinq ans et en blesse 438).
Pris de court, l’état-major français crée alors un dispositif antiaérien, comprenant « projecteurs, canons, ballons de barrages » ainsi que de rudimentaires systèmes de diversion lumineuse au nord-est de Paris à partir d’août 1917 (en fait des lampes à acétylène censées faire croire à la présence d’avenues éclairées). Début 1918, le secrétariat d’État à l’aéronautique et la direction de la lutte antiaérienne décident conjointement d’un projet destiné à tromper l’ennemi en créant un faux Paris. On relèvera qu'en 1915 déjà, une section de camouflage avait été créée au sein de l'Armée, « pour dissimuler sous de grandes toiles les postes stratégiques ou pour créer des observatoires invisibles » ; des artistes cubistes comme Dunoyer de Segonzac ou Jacques Villon y participent.

Plaques rappelant les bombardements de Paris
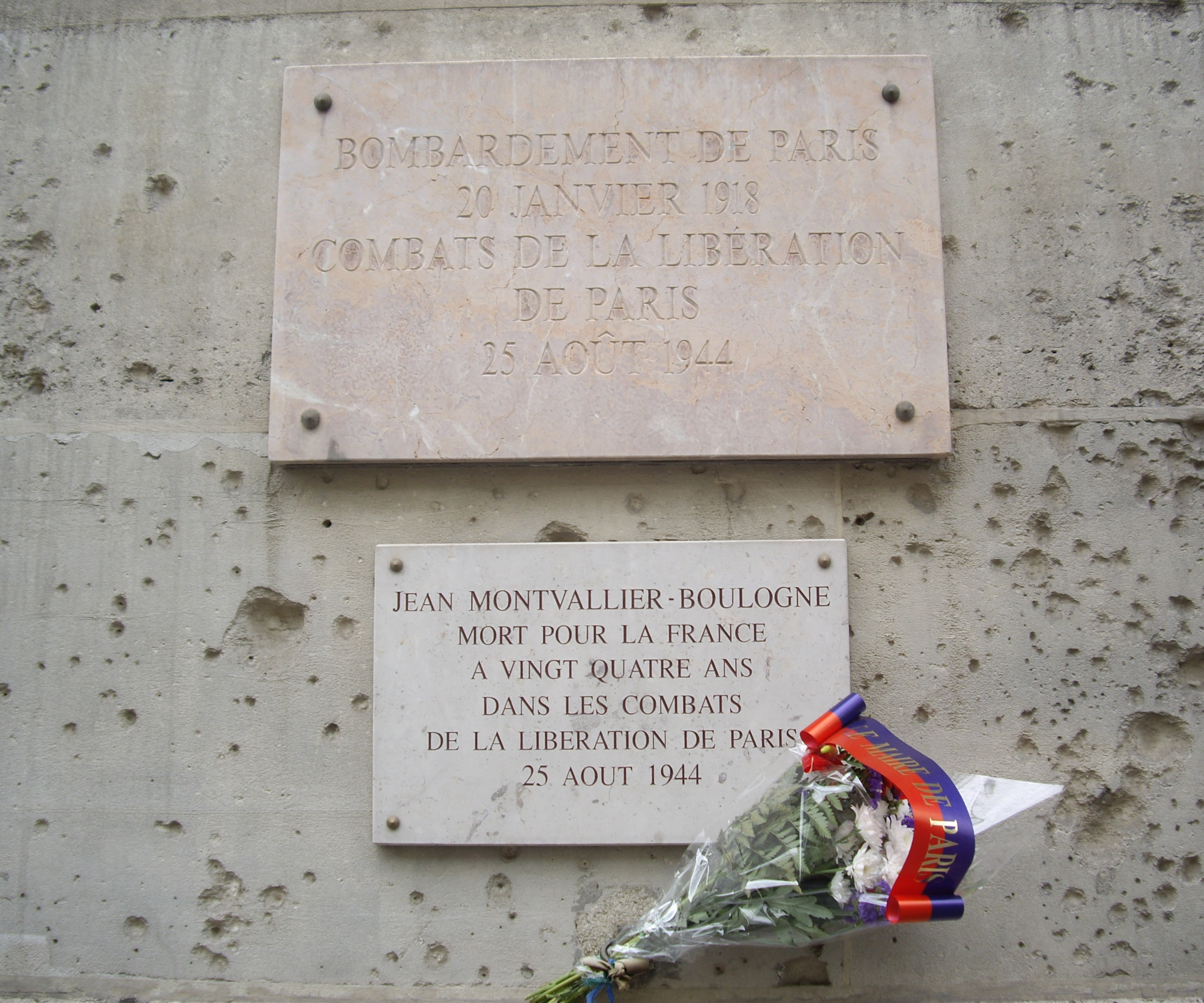
60 boulevard Saint-Michel.
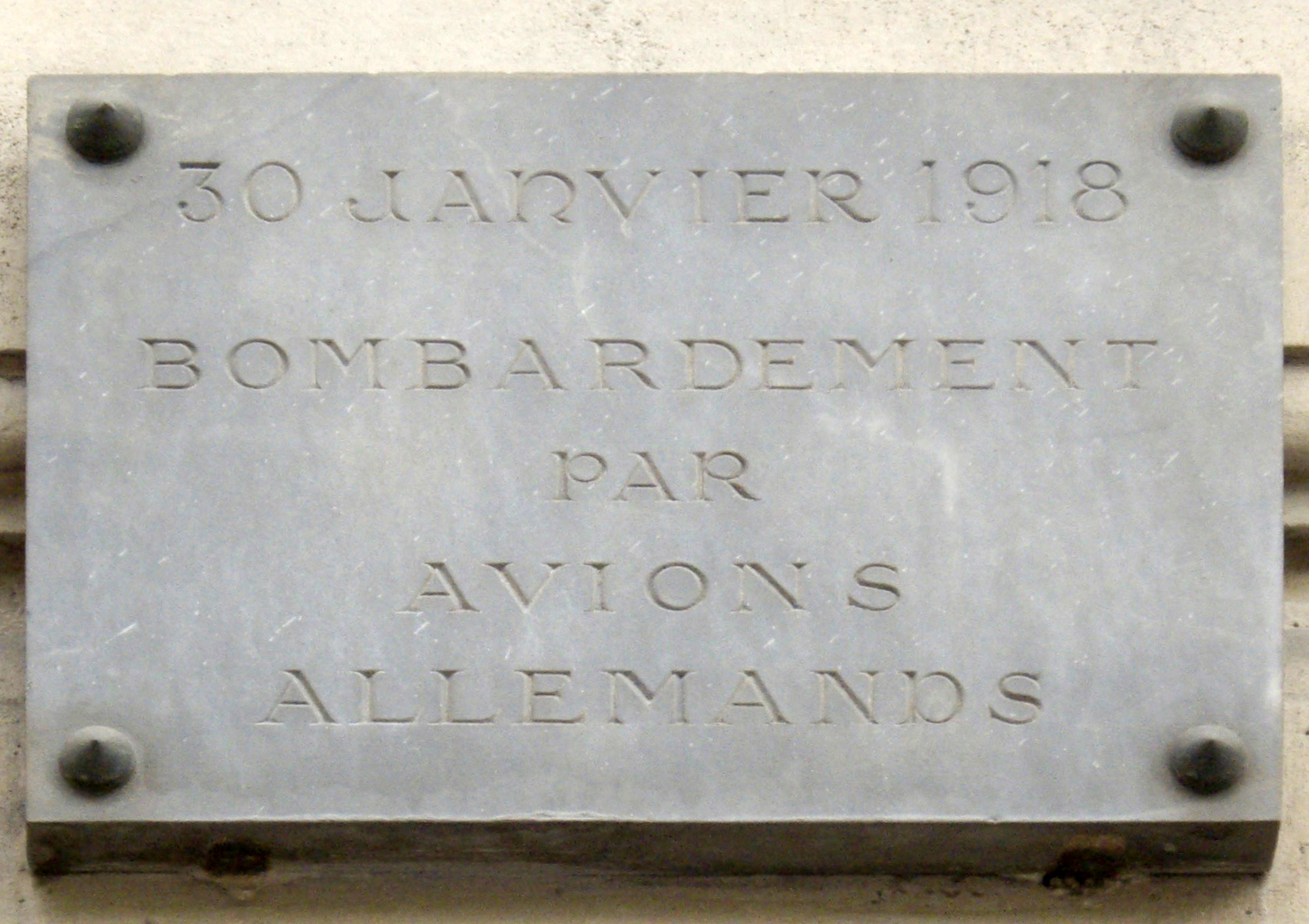
Au no 81 de la même voie.
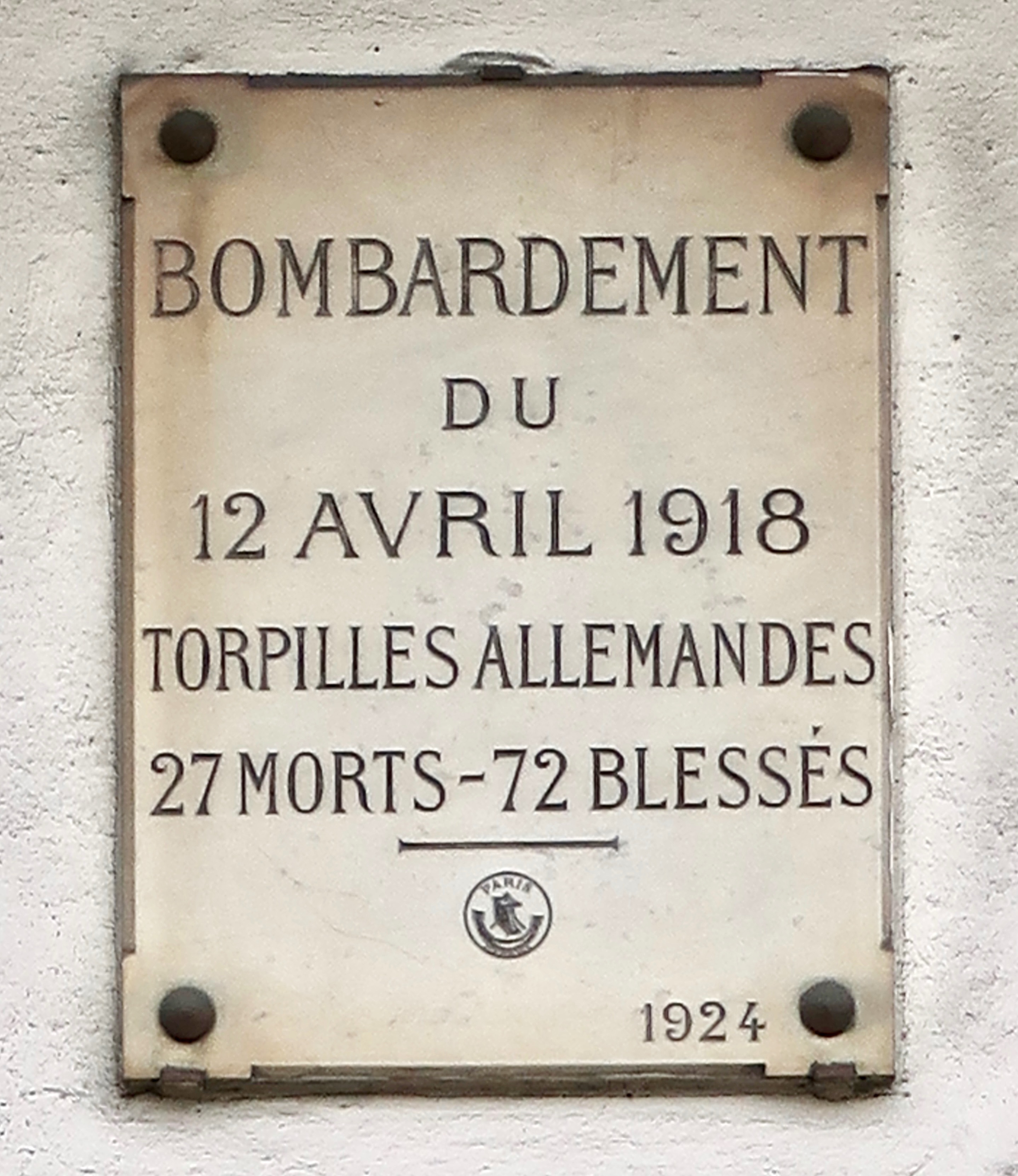
12 rue de Rivoli.

### Projet de réplique de la capitale
En 1930, le lieutenant-colonel Vauthier rappelle le principe du projet dans la Revue militaire française :

« Quand apparaîtra à ses yeux un objectif dont le pilote reconnaîtra la forme, il n'aura pas toujours une liberté d'esprit suffisante ni même les éléments de jugement indispensables pour démêler le vrai du faux. Connaissant l'existence de faux objectifs, il aura tendance à se demander, même pour les vrais : est-ce un faux ? Ce doute jeté dans les esprits de l'attaque est déjà un résultat appréciable. »

 Ledit projet suppose néanmoins plusieurs travaux cartographiques et géographiques préparatoires : il faut par exemple trouver une boucle de la Seine à peu près similaire à celle passant par Paris et que la zone aménagée ne soit pas habitée. Des entreprises privées, travaillant sous la houlette de l’ingénieur Fernand Jacopozzi, sont alors chargées de la conception des plans, des leurres et de l'éclairage nocturne. Il faut préciser qu’en 1917, les bombardements ont cessé d'être diurnes, en raison de la défense anti-aérienne de plus en plus efficace utilisée en journée. Les aviateurs allemands se dirigent de nuit grâce à la Lune, aux étoiles et à leur reflet dans les cours et plans d'eau, ainsi qu'en observant les lignes de chemin de fer et les trains qui y circulent. 
Un plan en trois zones est alors dressé :
1. Une « zone A » au nord-est de Paris, comprise dans un quadrilatère délimité par les villes de Roissy-en-France, Louvres, Villepinte et Tremblay-en-France. Elle devrait avoir la forme d’un ensemble comprenant la ville de Saint-Denis, les usines de la ville d’Aubervilliers et deux grandes gares parisiennes (gare du Nord et gare de l'Est).
2. Une « zone B » au nord-ouest de Paris, devant représenter un « faux Paris », située sur une boucle de la Seine le long de la forêt de Saint-Germain-en-Laye, similaire à celle de la capitale ; elle aurait pris forme aux alentours des villes de Maisons-Laffitte, Herblay et Conflans-Sainte-Honorine. Xavier Boissel précise : « Il [le faux Paris] devait reproduire le chemin de fer de la petite ceinture, certains points remarquables de la capitale comme le Champ-de-Mars, le Trocadéro, la place de l'Étoile et celle de l’Opéra, les Champs-Élysées, les grands boulevards ainsi que les gares des Invalides, d’Orsay, de Montparnasse et de Lyon ». Dans Quand Paris était une ville lumière, Pierre Marie Gallois explique que pour ce deuxième projet, jugé le plus important « [de] fausses gares, des places et des avenues factices, simulées par des lumignons adroitement disposés dans la forêt de Saint-Germain, auraient donné à l’ennemi aérien l'illusion de survoler un Paris au couvre-feu mal observé. Des sortes de plateaux roulants, portant des lampes tempêtes et tirés par des chevaux, formeraient des "trains" entrant ou sortant des "gares", elles-mêmes balisées par des feux fixes. Sur la Seine, quelques péniches vaguement éclairées évolueraient lentement. Ainsi seraient égarés les aviateurs allemands, la forêt de Saint-Germain passant à leurs yeux pour une cible "rémunératrice". »[11].
3. Une « zone C » à l’est de Paris, près des villes de Chelles, Gournay-sur-Marne, Vaires-sur-Marne, Champs-sur-Marne, Noisiel et Torcy, afin de représenter une importante concentration d’usines et de hauts fourneaux.

Des essais lumineux préalables sont réalisés par Fernand Jacopozzi de nuit, sur le vrai Champ-de-Mars, et observés depuis la troisième plate-forme de la tour Eiffel. Pour figurer les trains, l'ingénieur prévoit également diverses lampes de couleur (blanches, jaunes et rouges) qui simuleront la lueur produite par le foyer des machines, de la vapeur devant être produite artificiellement, tandis qu'un éclairage latéral complétera le dispositif pour faire croire que la lumière était diffusée depuis à travers des fenêtres vers l’extérieur. Quant au train en marche, il consistait en un éclairage qui courait progressivement sur une distance représentant celle d’un train normal, jusqu’à 1 800  à   2 000 mètres du point de départ.

### Réalisation

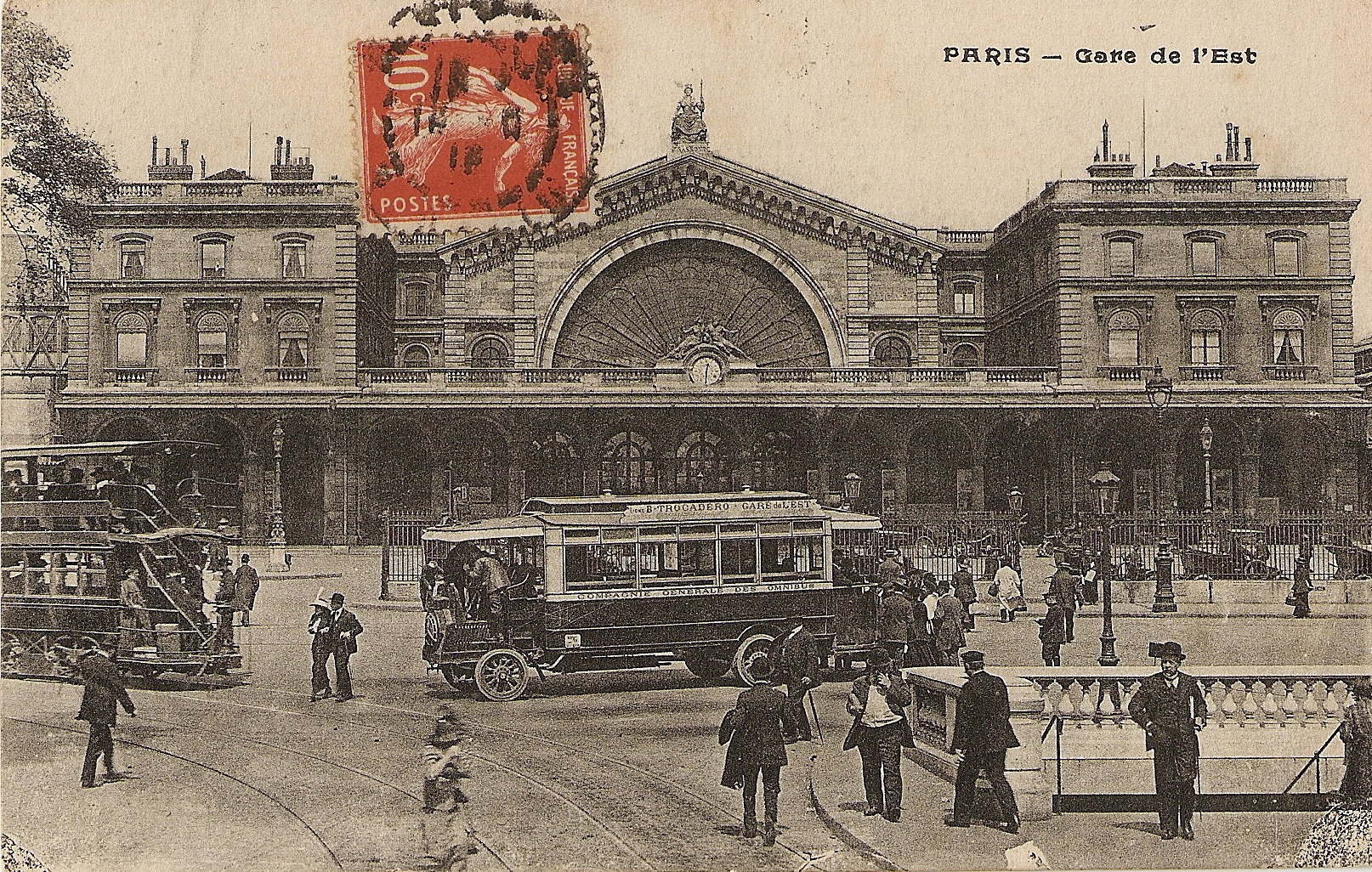
Carte-postale représentant la gare de l'Est au début du XXe siècle.

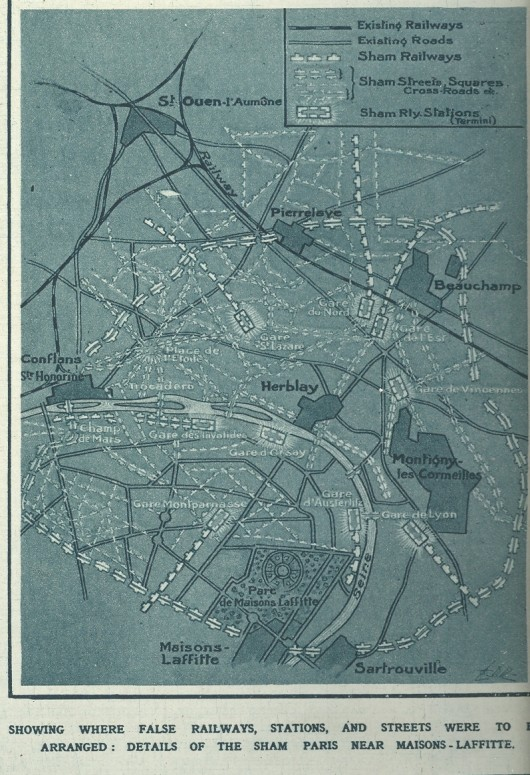
Plan du faux Paris 1917 (version anglaise).

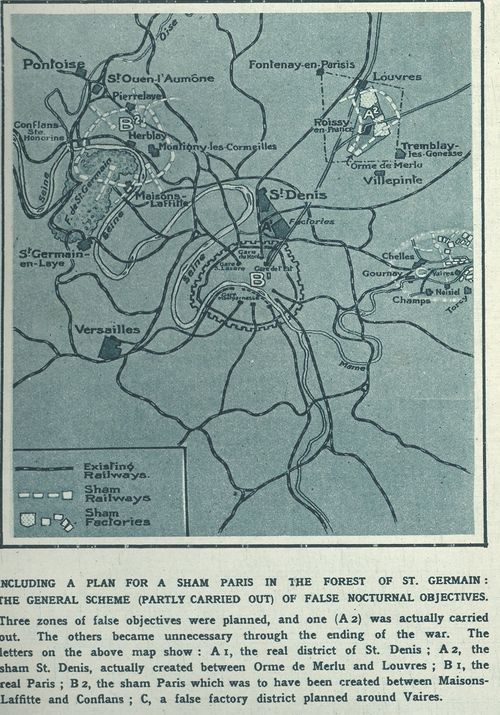
Plan du faux Paris (1917), avec zone de banlieue.

Le projet est bien étudié, mais son application est contrariée. En effet, seule une partie de la zone A est réalisée, à savoir la fausse gare de l'Est, sur un terrain dit de « l’Orme de Morlu », près de Villepinte,. Le journal L'Illustration explique : « Elle comprenait bâtiments, voies de départ, trains à quais et trains en marche, amorces de voies et signaux, et une usine avec bâtiments et fourneaux en marche. Il fallut, en outre, établir un groupe de transformateurs permettant de ramener à 110 volts le courant d’énergie à 15 000 volts de la Société d'éclairage et de force ». Ces édifices construits en bois sont alors couverts « de toiles peintes, tendues et translucides, de manière à imiter les toits de verre sale des usines. L’éclairage se faisait en dessous. Il comprenait une double ligne, donnant, d'une part l'éclairage normal et, d’autre part, l’éclairage réduit à l’alerte. Car c’est la discrétion des moyens qui pouvait procurer l’illusion ».
L’utilisation de ces premières répliques eut toutefois un intérêt limité, car les premières ne furent achevées qu’en septembre 1918, soit seulement deux mois avant l’Armistice. En fait, celui-ci entraîne l'abandon du projet. Et finalement, les répliques ayant été achevées juste après le dernier bombardement allemand, leur efficacité ne put être vérifiée,. Pierre Marie Gallois conclut donc en 1930 : « La guerre se termina avant que le stratagème ait fait ses preuves. L’entreprise de camouflage était inachevée lorsque l’armistice de novembre 1918 y mit un terme. Le "faux Paris" de Jacopizzi ne fut pas opérationnel ». Seules deux photographies, publiées dans L’Illustration et figurant « des toiles tendues et des baraquements de bois perdus dans les champs, l’une représentant la fausse gare de l’Est, l’autre, une installation censée donner l'illusion, de nuit, d’un train en marche » peuvent donner une vague idée de la forme des constructions. Si ces clichés rendent simplement compte de toiles tendues dans un champ, surélevées sur des piquets, reproduisant ainsi plus que schématiquement la véritable gare parisienne, il fait peu de doute pour Gallois que « ce fragile agencement de toiles […] pentues comme des petites tentes, disposées au sol exactement à l’instar du plan d’ensemble de la gare, avec signaux de voies aux couleurs d’usage (trains en gare, transparaissant en marche par l’effet d’un éclairage intermittent, selon L’Illustration) » pouvait, de nuit et depuis un avion, figurer les vrais lieux.
Rien ne subsiste de ces installations éphémères au début des années 1920. Quant au grand projet de construction du « faux Paris », avec ses nombreux lieux emblématiques, il ne vit, lui, jamais le jour,.

### Influence
Pendant la Seconde Guerre mondiale, au Royaume-Uni, on bâtit des « sites Starfish », des leurres destinés aux bombardements de nuit allemands. En 1943, aux États-Unis on reproduit dans le désert de l'Utah un schéma de certains quartiers de Berlin et de Tokyo, afin de permettre aux troupes américaines de s’entraîner avant de survoler véritablement les deux capitales des forces de l’Axe. 
Toujours pendant ce conflit, en Égypte sous tutelle britannique, l'illusionniste Jasper Maskelyne prend la tête d’un groupe de quatorze personnes appelé « Magic Gang » et faisant partie de la « A Force » (section 9 du Secret Intelligence Service) : cette cellule réussit à dissimuler la ville d'Alexandrie et le canal de Suez grâce à de faux bâtiments et à un jeu de miroirs ; ce même groupe aida également les forces alliées avant la bataille d'El-Alamein (1942) en édifiant de fausses voies ferrées et en diffusant de fausses conversations radio qui permirent de tromper l'ennemi. Plus tard, en 1944, en Finlande, la ville d’Helsinki fut plongée dans le noir tandis que des illuminations étaient mises en place en dehors de la ville afin de tromper l’aviation soviétique. 
En 1955, dans le désert du Nevada, de fausses villes, dites « Survival Town » (cf. opération Teapot), sont construites pour mesurer les effets d’un bombardement atomique. Au début des années 1990, durant la première guerre du Golfe, l’armée irakienne réussit un temps à tromper les armées alliées grâce à de faux chars gonflables de 80 kg munis d’une couverture métallique empêchant les radars de les distinguer de vrais chars.